# Tipula glaphyroptera
Tipula glaphyroptera är en tvåvingeart som beskrevs av Philippi 1866. Tipula glaphyroptera ingår i släktet Tipula och familjen storharkrankar. Inga underarter finns listade i Catalogue of Life.